# NGC 4861
NGC 4861 (другие обозначения — IC 3961, MK 59, UGC 8098, 1ZW 49, MCG 6-29-3, ARP 266, ZWG 189.5, KUG 1256+351, VV 797, KCPG 362A, PGC 44536) — галактика в созвездии Гончих Псов.
Испытывает вспышку звездообразования, внесена в Атлас пекулярных галактик под номером 266. Сообщалось, что по форме галактика напоминает комету, поскольку вблизи её южного края наблюдается пятно, поверхностная яркость которого выше, чем у остальной галактики, что делает его похожим на голову кометы, а остальную галактику — на хвост. Темп звездообразования составляет не менее 0,47 M⊙ в год. В галактике есть ультраяркий рентгеновский источник NGC 4861 X-1.
Этот объект входит в число перечисленных в оригинальной редакции «Нового общего каталога».